# Posttraumatisk hjernesyndrom
Posttraumatisk hjernesyndrom, også kendt som Post-concussion syndrome eller PCS, en en gruppe af symptomer der kan fortsætte i uger, måneder eller et år eller mere efter en hjernerystelse - en mild form for traumatisk hjerneskade (TBI). Antallet af ramte af PCS varierer, men de fleste studier viser at omkring 15 % af alle der tidligere har haft en enkelt hjernerystelse udvikler vedholdende symptomer associeret med skaden.[kilde mangler] En diagnose kan laves når symptomer fra hjernerystelse varer i mere end tre måneder efter skaden. Tab af bevidsthed er ikke et krav for diagnose af hjernerystelse eller PCS.
Tilstanden er associeret med en større vifte af symptomer: fysiske, såsom hovedpine; kognitive, såsom koncentrationsproblemer; og emotionelle og adfærdsmæssige, såsom irritabilitet. Mange af symptomer associeret med PCS er almindelig eller kan forekomme ved andre lidelser, så der er en risiko for forkert diagnose. Hovedpiner der opstår efter en hjernerystelse kan følelse som migræne eller spændingshovedpiner. Flest hovedpiner er spændingshovedpiner, hvilket kan associeres med en nakkeskade der opstod på samme tid som hovedskaden.
Selvom der ikke er nogen behandling for PCS, kan symptomerne blive behandlet; medikamenter og fysisk og adfærdsterapi kan blive brugt, og den enkelte kan blive klogere på symptomerne og få information om forventningerne til helingsprocessen. Majoriteten af PCS-patienter oplever af symptomer forsvinder helt efter en periode.
Det vides ikke hvad der får PCS til at opstå og forblive, eller hvorfor nogle mennesker der får en mindre traumatisk hjerneskab senere udvikler PCS, mens andre ikke gør. Lidelsens natur og diagnosen i sig selv har været genstand for intens debat siden det 19. århundrede. Men nogle risikofaktorer er blevet identificeret: allerede eksisterende medicinske eller psykologiske lidelser, forventninger om handicap, at være kvinde og høj alder øger alle risikoen for at lide af PCS. Fysiologiske og psykologiske faktorer tilstede før, under og efter skaden er alle mistænkt for at være involveret i udviklingen af PCS.
Nogle eksperter mener af posttraumatisk hjernesyndrom skyldes strukturel skade på hjernen, forstyrrelser af neurotrasmittersystemer eller kronisk overaktivering af hjernens egen immunforsvar. Andre mener at PCS-symptomer relaterer sig til almindelige psykologiske faktorer. Mest almindelige symptomer, såsom hovedpine, svimmelhed og søvnproblemer er lig dem der oftest oplevelse af personer diagnosticeret med depression, angst eller posttraumatisk stress lidelse. I mange tilfælde spiller både de fysiologiske effekter af hjernetrauma og emotionelle reaktioner til disse begivenheder spiller en rolle i udviklingen af symptomer.

## Historie
Symptomerne der opstår efter en hjernerystelse er blevet beskrevet i flere forskellige rapport og skrifter i hundrede af år. Ideen om at dette sæt af symptomer danner en særskilt enhed begyndte at få bredere anderkendelse i den sidste del af det 19. århundrede. John Erichsen, en kirurg fra London, spillede en vigtig rolle i udviklingen af studiet af PCS. Kontroverserne omkring årsagen til PCS begyndte i 1866 da Erichsen udgav en artikel omkring vedholdende symptomer efter at have fået et mildt hovedtrauma. Han foreslog at lidelse skyldtes "molekulær disarragement" på rygsøjlen. Lidelsen blev oprindeligt kaldt "jernbane rygsøjle", fordi de fleste skader der var undersøgt, skete hos jernbanearbejdere. Selvom nogle af hans samtidige var enige i at lidelsen var organisk baseret, tilskrev andre symptomerne en psykologisk faktor, eller ligefrem foregivelse. I 1879 blev ideen om at det var et fysisk problem der var ansvarlig, udfordret af Rigler, der foreslog at årsagen til de vedvarende symptomer faktisk var "kompensationsneuroser": jernbanens praksis med at kompenserer arbejdere der var blev skadet fik flere klager frem. Senere, blev ideen om at hysteri var ansvarlig for symptomerne efter en mild hovedskade fremsagt af Charcot. Kontroverser omkring lidelsen fortsætte gennem det 20. århundrede. Under 1. verdenskrig led mange soldater af gådefulde symptomer efter at være tæt på en detonation, men uden noget tegn på et sår i hovedet. Lidelsen blev kaldt granatchok, og en psykologisk forklaring blev til sidst foretrukket. I 1934 havde den nuværende tanke om PCS erstattet ideer om hysteri som årsagen til post-hjernerystelsessymptomer.  Britiske autoriteter forbød termen granatchok under 2. verdenskrig, for at undgå et epidemi af tilfælde, og termen posttrauma hjernerystelses stadie blev opfundet i 1939 for at beskrive "forstyrrelsen i bevidstheden, uden nogen umiddelbar eller indlysende patologiske ændringer i hjernen". Termen posttraumatisk hjernesyndrom var i brug fra 1941.
I 1961 var H. Miller den første til at bruge termen "uheldsneurose" for at referere til syndromet der nu kaldes PCS og hævdede af lidelsen kun opstår i situationer hvor folk har mulighed for at blive kompenseret for skaden. De reelle årsager til lidelsen er stadig uklare.

## Tegn og symptomer
Tidligere blev termen PCS også brugt til at referere til umiddelbare fysiske symptomer eller symptomer efter hjernerystelse, efter en mindre TBI eller hjernerystelse. Sværhedsgraden af disse symptomer formindskes typisk hurtigt. Yderligere kan symptomernes karakter kan ændrer sig over tid: akutte symptomer er mest almindeligt af fysiologisk karakter, mens vedvarende symptomer gerne er mestendels psykologisk. Symptomer såsom lydfølsomhed, koncentrations- og hukommelsesproblemer, irritabilitet, depression, og angst kan kaldes 'sene symptomer' fordi de generelt ikke opstår umiddelbart efter skaden, men oftere i dagene eller ugerne efter skaden. Kvalme og døsighed opstår ofte akut efter hjernerystelse. Hovedpine og svimmelhed opstår umiddelbart efter skaden, men kan også være vedvarende.

### Fysisk
En almindelige lidelse ved PCS er hovedpine. Selvom de fleste har samme type hovedpine som de oplevede før skaden, rapporterer folk med PCS ofte flere eller længerevarende hovedpiner. Mellem 30 og 90 % af folk der blive behandlet for PCS rapporterer oftere hovedpine, og mellem otte og 32 % har dem stadig efter et år.
Svimmelhed er et andet almindeligt symptom, som halvdelen af folk diagnosticeret med PCS rapporterer, og det er stadig til stede i op til 25 % et år efter skaden. Ældre mennesker har især en høj risiko for svimmelhed, hvilket kan være med til at at skabe yderligere skader og højere rater af dødelighed på grund af fald.
Omkring 10 % af patienter med PCS udvikler lys- eller lydoverfølsomhed, omkring fem procent oplever en nedsat smags- eller lugtesans, og omkring 14 % rapporterer om slørret syn. Der er også folk med dobbeltsyn eller ringen for ørerne. PCS kan forårsage insomni, udkørthed, og andre problemer med søvnen.

### Psykologiske og adfærdsmæssige
Psykologiske lidelser, der er tilstede hos halvdelen af PCS-ramte, kan inkludere irritabilitet, angst, depression, og en ændringer i personlighed. Andre emotionelle og adfærdsmæssige symptomer kan inkludere rastløshed, aggression, og humørsvingninger. Nogle symptomer, såsom apati, insomni, irritabilitet og manglende motivation, kan skyldes andre samtidige lidelser, såsom depression.

### Højere mentalfunktioner
Almindelige symptomer associeret med PCS-diagnosen er relateret til kognition, opmærksomhed, og hukommelse, især kortidshukommelse, hvilket også kan gøre andre problemer værre, såsom at glemme aftaler eller svært ved at gennemføre arbejde. I et studie, havde en ud af fire med PCS hukommelsesproblemer et år efter skaden, men de fleste eksperter er enige om at de kognitive symptomer forsvinder inden for seks måneder til et år efter skaden hos langt størstedelen.

## Årsager
Spørgsmålet om årsagen eller årsagerne til PCS er blevet voldsomt debatteret i mange år, og er stadig kontroversiel. Det er ikke kendt hvilken grad symptomerne er på grund af fysiologiske ændringer eller på grund af andre faktorer som præeksisterende psykiatriske lidelser eller faktorer relateret til sekundær gain eller handicapkompensation. Subjektiviteten af klagerne komplicerer bedømmelsen og gør det svært at fastslå om symptomer overdrives eller lades som om.
Mens årsagerne til symptomerne der opstår umiddelbart efter en hjernerystelse formentlig er fysiologiske, er det mindre klart at vedholdende post-hjernerystelsessymptomer har en helt organisk basis, og ikkeorganiske faktorer formentlig er involveret i symptomer der varer i mere end tre måneder. PCS kan også forværres af psykosociale faktorer, kronisk smerte eller en interaktion af nogle eller alle af disse. Størstedelen af eksperter mener at PCS resulterer i en mikstur af faktorerne, herunder præeksisterende psykologiske faktorer, og dem direkte relateret til den fysiske skade.

### Fysiologisk
inflaKoventionelle hjernescanningsstudier efter hjernerystelse viser typisk en normal tilstand. Men, studier har fundet nogle diskrete fysiologiske ændringer forbundet med PCS ved at bruge flere nye billeddiagnostiske metoder. Studier der har brugt positronemissionstomografi har forbundet PCS med en reduktion af glukoseforbrug i hjernen. Ændringer i cerebral blodgennemstrømning er også blevet set op til tre år efter en hjernerystelse i studier der har brugt single-foton tomografi (SPECT). Mindst et studie med funktionel magnetresonanstomografi (fMRI) har vist forskelle i hjernefunktion under opgaver der involverede hukommelse, efter en mild traumatisk hjerneskade (mTBI), selvom de ikke specifikt undersøgte PCS. Yderligere studier har vist, ved brug af forskellige MRI-teknikker (såsom Diffusionstensorafbildning (DTI) MRI), at individer med PCS har forskellige abnormaliteter i deres hjernestruktur. Lignende fund er blevet rapporteret hos soldater med eksplosionsinduceret mTBI/PCS.
Et nyt dansk studie viser, at hjernens immunceller bliver aktiveret efter hjernerystelse, og at aktiveringen er størst og mest tydeligt persisterende efter 3-4 måneder i de patienter der udvikler post-commotio syndrom.
Ikke alle med PCS har abnormaliteter på billedescanninger, og abnormalitet fundet i studier såsom fMRI, PET og SPECT kan resultere i fra andre komorbide lidelser såsom klinisk depression, kronisk smerte eller posttraumatisk belastningsreaktion (PTSD). Fortalere for det synspunkt at PCS har en fysiologisk base, peger på fund der viser at børn demonstrerer mangler i standardiserede test af kognitiv funktion efter en mild TBI. Nogle få studier har vist at folk med PCS scorer lavere end kontrolgrupper i neuropsykologiske test der måler opmærksomhed, verbal læring, ræsonnement og informationsbearbejdning, men problemer relateret til indsats og sekundær gevinst kan ikke udelukkes som medvirkende til disse forskelle. Heling, som målt af resultater af hyppige kognitive test korrelerer med bedring af symptomer; individer diagnosticeret med PCS kan stadig rapporterer subjektive symptomer efter deres præstation i test af kognitiv funktion er vendt tilbage til normalen. Et andet studie fandt at selvom børn med PCS havde dårligere resultater i test af kognitiv funktion efter skaden, havde de også dårligere adfærdsmæssig justering før skaden, en børn uden nogen vedholdende symptomer; disse fund støtter ideen om at PCS kan være resultatet af en kombination af faktorer, såsom hjernedysfunktion som resultat af hovedskade og præeksisterende psykologiske eller sociale problemer. Forskellige symptomer kan forudsiges af forskellige faktorer, eksempelvis fandt et studie at kognitive og fysiske symptomer ikke var forudsagt af den måde som forældre og familiemedlemmer agerede i forhold til skaden og til dens effekter, men psykologiske og adfærdsmæssige symptomer var.

### Psykologisk
Det er blevet fremført at psykologiske faktorer spiller en vigtig rolle i tilstedeværelsen af PCS. Udviklingen af PCS kan være på grund af en kombination af faktorer som tilvænning til effekter af skaden, præeksisterende sårbarheder og hjernedysfunktion. Tilbagefald relateret til skaden, eksempelvis problemer på arbejdet eller med fysisk eller social funktionsevne, kan fungere som en stressfaktor der interagerer med præeksisterende faktorer som personlighed og mentale lidelser der forårsager og fastholder PCS. I et studie, var de daglige stressniveauer korreleret med PCS-symptomer hos både ramte af hjernerystelse og kontrolgruppen, men i andre studier var stress ikke signifikant relateret til symptomerne.
Iatrogen effekter (dem der skyldes medicinsk intervention) kan også ske når individer får misvisende eller ukorrekt information relateret til bedring af symptomer. Denne information kan få folk til at fokusere og dvæle ved ideen om at deres hjerner er permanent skadet. Det ladet til at selv forventningen om symptomer kan hjælpe på udviklingen af PCS ved at få folk med mTBI til at fokusere på symptomer og derfor opfatte dem mere intensive, at tilegne symptomer fra andre årsager til skaden, og at underestimere mængden af symptomer før skaden.

## Diagnose
| Symptom                                           | ICD-10 | DSM-IV |
| ------------------------------------------------- | ------ | ------ |
| Hovedpine                                         | Ja     | Ja     |
| Svimmelhed                                        | Ja     | Ja     |
| Udkørthed                                         | Ja     | Ja     |
| Irritabilitet                                     | Ja     | Ja     |
| Søvnproblemer                                     | Ja     | Ja     |
| Koncentrationsproblemer                           | Ja     | -      |
| Hukommelse problems                               | Ja     | -      |
| Problemer med at tolerere stress/følelser/alkohol | Ja     | -      |
| Affektændringer, angst eller depression           | -      | Ja     |
| Ændringer personlighed                            | -      | Ja     |
| Apati                                             | -      | Ja     |

International Statistical Classification of Diseases and Related Health Problems (ICD-10) og American Psychiatric Associations Diagnostic and Statistical Manual of Mental Disorders har nogle kriterier for posttraumatisk hjernesyndrom og posttraumatisk hjernelidelse (PCD).
ICD-10 etablerede et sæt diagnosekriterier for PCS i 1992. For at opfylde disse kriterier, skulle en patient have haft en hovedskade "oftest voldsom nok til at have skabt bevidstløshed" og derefter udvikle tre ud af otte symptomer markeret med et flueben i tabellen til højre under "ICD-10" inden for fire uger.
Omkring 38 % der har fået en hovedskader med symptomer på hjernerystelse og ingen radiologisk bevis for hjernelæsioner opfylder disse kriterier. Udover disse symptomer, frygter nogle af dem der opfylder ICD-10-kriterierne for PCS, vil give dem permanent hjerneskade, hvilket kan forværre de oprindelige symptomer. Optagethed af skaden, kan medfølges af antagelse af en "sygerolle" og hypokondri. Kriterierne fokusere på subjektive symptomer, og nævner at neuropsykologiske evidens for signifikant forringelse ikke er tilstede. Med deres fokus på psykologiske faktorer, deler ICD-10-kriterierne ideen om at årsagen til PCS er funktionel. Ligesom ICD-10, definere ICD-9-CM PCS med hensyn til subjektive symptomer, og diskuterer den større hyppighed af PCS hos personer med en historik der involverer mentale lidelse eller et finansielt incitament for en diagnose.
DSM-IV oplister kriterier for diagnose af PCD hos personer der har fået et hovedtrauma med vedholden posttraumatisk amnesi, tab af bevidsthed, eller posttraumatisk anfald. Disse symptomer skal være tilstede i tre måneder efter skaden, og skal have været fravarende eller mindre mindre før skaden. Yderligere skal patienten opleve sociale problemer som resultat heraf, om må ikke opfylde kriterier for andre lidelser der forklare symptomerne bedre.
Neuropsykologiske test eksisterer for at måle forskelle i kognitiv funktion der kan resultere fra PCS. Stroop Farvetest og 2&7 Processing Speed Test (der begge måler mangler i hastigheden af mental bearbejdning) kan forudsige udviklingen af kognitive problemer fra PCS. En test kaldet Rivermead Postconcussion Symptoms Questionnaire, et sæt spørgsmål der måler graden af 16 forskellige post-hjernerystelsessymptomer, kan blev lavet selv eller ved hjælp fra en interviewer. Andre test der kan forudsige udviklingen af PCS inkluderer Hopkins Verbal Learning A (HVLA) og Digit Span Forward eksamination. HVLA tester verbal læring og hukommelse ved at præsentere en serie af ord og giver point baseret på antallet der huskes, og digit span måler opmærksomhedseffektivitet ved at få eksaminanden til at gentage de cifre testeren siger, i den samme rækkefølge som de bliver sagt. Hertil kan neuropsykologiske test blive udført for at måle simulering (overdrivelse af eller finde på symptomer).

### Differentialdiagnostik
PCS, der deler mange symptomer med en bred vifte af andre lidelser, vil meget sandsynligt blive misdiagnosticeret hos personer med disse lidelser. Kognitive og affektive symptomer der opstår efter en traumatisk skade kan tilskrives en mTBI, men faktisk kan den være på grund af posttraumatisk stress-lidelse, hvilket nemt kan misdiagnosticeres som PCS og visa versa. Affektive lidelse såsom depression har nogle symptomer der kan ligne dem fra PCS og føre til en forkert diagnose af sidstnævnte; disse inkludere problemer med koncentration, emotionel labilitet, angst og søvnproblemer- Depression, der er meget almindelig hos vedholden PCS, kan forværre andre PCS-symptomer, såsom hovedpine og problemer med koncentrationen, hukommelse og søvn. PCS kan også dele symptomer med kronisk træthedssyndrom, fibromyalgi og udsættelse for nogle toksiner. Traumatisk hjerneskade kan være skyld i hypothalamus eller hypofysen, og mangler i hypofysehormoner (hypopituitarism) kan skabe lignende symptomer på PCS; i disse tilfælde, symptomer kan behandles ved at udskifte ethvert hormon der er i mangel.

## Behandling
Behandling af posttraumatisk hjernesyndrom involverer typisk behandlinger der adresserer specifikke symptomer; eksempelvis kan smertestillende tages for hovedpine, eller medicin mod depression eller insomni. Hvile anbefales, men er kun lidt effektivt. Fysio- og adfærdsterapi kan også bruges mod problemer såsom tab af balance, og problemer med koncentrationen.

### Medicinering
Selvom der ikke eksisterer en farmakologisk behandling for PCS, udskriver læger medikamenter for symptomer der findes i andre lidelser; eksempelvis antidepressiver der bruges mod depression der ofte efterfølger mTBI. Bivirkninger af medikamenter kan påvirke folk der lider af konsekvenserne af mTBI voldsommere end de påvirker andre, og derfor anbefales det at medikamenter undgås hvis det er muligt; der kan være en fordel ved at undgå narkotiske medikamenter. Yderligere, kan nogle smertestillende udskrevet mod hovedpine, give tilbagevendende hovedpine når de ikke længere bruges.

### Psykoterapi
Psykologisk behandling, til hvilket omkring 40 % af PCS-patienter henvises til, har vist sig at reducere problemerne. Vedvarende handicap kan blive behandlet med terapi for at forbedre funktionsevnen på arbejde, socialt eller i andre kontekster. Målet med terapi er at hjælpe med en gradvis tilbagevenden til arbejde, eller andre aktiviteter fra før skaden, i det omfang symptomerne tillader det. En protokol til PCS-behandling er blevet designet på baggrund af principperne bag kognitiv adfærdsterapi (KAT), en psykoterapi målrettet mod at påvirke forstyrrede følelser ved at forbedre tanker og adfærd. KAT kan hjælpe med at forhindre iatrogene symptomer. – dem der opstår fordi sundhedspersonel skaber en forventning om at de vil. Der er en risiko for at "forslagets kraft" kan forværre symptomerne eller skabe langstidshandicap; derfor, skal en terapeut tænke det psykologiske ophav med også, og ikke gå ud fra at alle symptomer er et direkte resultat af den neurologiske skade fra skaden.
I situationer såsom uheld med motorkøretøjer eller efter en voldeligt angreb, kan posttraumatisk hjernesyndrom blev ledsaget af posttraumatisk belastningsreaktion, der er vigtigt at genkende og behandle separat fra PCS. Folk med PTSD, depression eller angst kan blive behandlet med medicin og psykoterapi.

### Undervisning
Information om symptomerne og deres almindelige tidsforløb er en del af den psykologiske terapi, og er mest effektiv når den gives kort efter skaden. Siden stress forværrer PCS-symptomer, og vise versa, er en vigtig del af behandlingen en forsikring om, at symptomerne er normale og information om hvordan man håndterer hæmningerne. Et studie fandt, at PCS-patienter, der blev coachet til gradvist at vende tilbage til aktiviteter, fik fortalt, hvilke symptomer de skulle forvente og trænede i, hvordan de skulle håndteres, havde en reduktion i symptomer sammenlignet med en kontrolgruppe af ikkeskadet personer. Tidlig uddannelse har også vist at kunne reducere symptomer hos børn.

### Neuroterapi
Neuroterapi er en operant konditioneringstest hvor patienter gives en konditionel audio/visuel belønning efter at have produceret en bestemt type af hjernebølgeaktivitet. Nylig neuroterapeutiske forbedringer i QEEG kan identificere specifikke hjernebølgemønstre der har behov for at blive rettet til. Studier har vist at neuroterapi er en effektiv behandling af PCS og andre lidelser med lignende symptomer.

## Prognose
Prognosen for PCS anses generelt for at være positiv, men en fuldstændig opløsning af symptomerne i mange, men ikke alle, tilfælde. For 50 % af de ramte, vil PCS-symptomer vare fra nogle få dage til flere uger efter den oprindelige skade skete. Hos andre kan symptomerne vedvare i tre til seks måneder, men evidens indikerer at mange tilfælde er fuldstændigt helbredt inden for seks måneder. Majoriteten af symptomer er stort set væk i halvdelen af folk med hjernerystelsen en måned efter skade, og omkring to tredjedele af folk med et mindre hovedtrauma are næste symptomfri inden for tre måneder. Vedvarende, ofte voldsomme hovedpiner, er det længstblivende symptom i mange tilfælde, og er det symptom der oftest ikke forsvinder helt. Det bliver ofte angivet i litteraturen at 15-30 % af PCS-ramte ikke er kommet sig et år efter skaden, men dette estimat er upræcist fordi det er baseret på studier af folk indlagt på et hospital, hvorfor metodologien er blevet kritiseret. Hos cirka 15 % ramte, kan symptomerne vare ved i år eller være permanente. Hvis symptomerne ikke er forsvundet inden for et år, er de formentlig permanente,[kilde mangler] men forbedringer kan stadig ske selv efter to eller tre år, eller de kan pludselig opstår efter lang tid uden større forbedringer. Ældre mennesker, og dem der tidligere har lidt af en hovedskade, vil formentlig bruge længere tid på at hele.
Måde hvorpå børn kaperer med skaden efter den opstår kan have en større indflydelse end faktorer der eksisterede før skaden. Børn mekanisme for at håndtere deres skader kan have en effekt på symptomvarigheden, og forældre der ikke håndtere angst effektivt i forhold til deres børn post-skade funktionsevne kan være dårligere til at hjælpe deres børn med at komme sig.
Hvis endnu et slag til hovedet forekommer efter en hjernerystelse, før symptomerne er væk, er der en mindre risiko for at udvikle den alvorlige second-impact syndrome (SIS). Ved SIS vil hjernen hurtigt hæve, hvilket kraftigt øger det intrakraniale tryk. Folk der har haft gentagne milde hovedskader over en længere periode, såsom boksere og gridiron-fodboldspillere, har en risiko for CTE (eller den relaterede variant dementia pugilistica), en sværd kronisk lidelse der involverer en nedgang i mentale og fysiske evner.

## Epidemiologi
Det vides ikke hvor almindelig PCS er. Estimater af prævalensen tre måneder efter skaden er mellem 24 og 84 %, en variation der muligvis er skabt af forskellige populationer eller studiemetoder. Den estimerede incidens af PPCS (vedvarende PCS (engelsk: Persistent postconcussive syndrome)) er omkring 10 % af mTBI-tilfælde. Siden PCS per definition kun eksisterer hos personer der har haft en hovedskade, er demografien og risikofaktorerne meget lig dem for hovedskader; eksempelvis har yngre voksne en højere risiko en andre for at pådrage sig en hovedskade, og, som konsekvens heraf, udvikle PCS.
Eksistensen af PCS hos børn er kontroversiel. Det er muligt at børns hjerner har nok plasticitet, så de ikke påvirkes af langvarige konsekvenser af hjernerystlese (selvom sådanne konsekvenser er kendt for at stamme fra moderate til svære hovedtraumaer). På den anden side, så er børns hjerner mere udsatte for skader, da de stadig er under udvikling og har færre evner der kan kompenserer for manglerne. Klinisk forskning har fundet flere tilfælde af PCS-symptomer hos børn med TBI, end hos dem med skader på andre dele af kroppen, og at symptomerne er mere almindelige hos ængstelige børn. Symptomer hos børn er lig dem hos voksne, men børn oplever færre af dem. Evidens fra kliniske studier har vist at atleter i gymnasiealderen havde langsommere helingsproces fra hjernerystelse målt ved neuropsykologiske test, end atleter i universitetsalderen og voksne. PCS er sjældent hos små børn.

### Risikofaktorer
En bred vifte af faktorer er blevet identificeret som værende forudsigende for PCS, herunder lav socioøkonomisk status, tidligere mTBI, en alvorlig associeret skade, hovedpine, en aktiv retssag, og det kvindelige køn. At være mere end 40 og kvinde er også blevet identificeret som prædiktiv for en PCS-diagnose, og kvinder har en tendens til at rapportere flere værre symptomer. Yderligere kan udviklingen af PCS blive forudsagt ved at have en historik med alkoholmisbrug, dårlige kognitive evner før skaden, en personlighedslidelse, eller en medicinsk lidelse ikke relateret til skaden. PCS er også fremherskende hos folk der har en historie med psykiatriske lidelser, såsom klinisk depression eller angst før skaden.
mTBI-relaterede faktorer der øger risikoen for vedvarende PCS-symptomer inkluderer skader associeret med akut hovedpine, svimmelhed, eller kvalme; en akut Glasgow Coma Score på 13 eller 14; og få en ny hovedskade før man er helet fra den første. Risikoen for at udvikle PCS viser sig også at øges hos folk der har traumatiske minder om skaden, eller forventer at blive handicappet som følge af skaden.